# Ayumu Kawai
Ayumu Kawai (川井 歩 Kawai Ayumu?, nacido el 12 de agosto de 1999 en Yamaguchi) es un futbolista japonés que juega como centrocampista.
En 2018, Kawai se unió al Sanfrecce Hiroshima de la J1 League. Después de eso, jugó en el Renofa Yamaguchi FC.

## Trayectoria

### Clubes
| Club                | País  | Año         |
| ------------------- | ----- | ----------- |
| Sanfrecce Hiroshima | Japón | 2018 - 2019 |
| Renofa Yamaguchi FC | Japón | 2019 -      |

## Estadística de carrera

### J. League
| Club                | Año   | J. League | J. League | Copa J. League | Copa J. League | Total | Total |
| Club                | Año   | Part.     | Goles     | Part.          | Goles          | Part. | Goles |
| ------------------- | ----- | --------- | --------- | -------------- | -------------- | ----- | ----- |
| Sanfrecce Hiroshima | 2018  | 0         | 0         | 5              | 0              | 5     | 0     |
| Sanfrecce Hiroshima | 2019  | 0         | 0         | 0              | 0              | 0     | 0     |
| Renofa Yamaguchi FC | 2019  | 24        | 1         | -              | -              | 24    | 1     |
| Total               | Total | 24        | 1         | 5              | 0              | 29    | 1     |